# Todd Brooker
 (janvier 2017).
Si vous disposez d'ouvrages ou d'articles de référence ou si vous connaissez des sites web de qualité traitant du thème abordé ici, merci de compléter l'article en donnant les références utiles à sa vérifiabilité et en les liant à la section « Notes et références ».
Pour les articles homonymes, voir Brooker.
Todd Brooker, né le 24 novembre 1959 à Waterloo, Ontario, est un ancien skieur alpin canadien, membre du Toronto Ski Club.
Il fut victime d'une chute spectaculaire lors de la descente d’entraînement de Kitzbühel le 23 janvier 1987. Cette chute mit un terme à sa carrière.

## Coupe du monde
- Meilleur résultat au classement général : 25e en 1984
  - 3 victoires : 3 descentes

### Saison par saison
- Coupe du monde 1982 :
  - Classement général : 32e
- Coupe du monde 1983 :
  - Classement général : 27e
    - 2 victoires en descente : Kitzbühel II et Aspen
- Coupe du monde 1984 :
  - Classement général : 25e
- Coupe du monde 1985 :
  - Classement général : 29e
    - 1 victoire en descente : Furano
- Coupe du monde 1986 :
  - Classement général : 83e
- Coupe du monde 1987 :
  - Classement général : 71e

## Arlberg-Kandahar
- Meilleur résultat : 8e place dans la descente 1985 à Garmisch.